# Мэйде-Вейл (станция метро)
Мэйде-Вейл (англ. Maida Vale /ˈmeɪdə veɪl/ Шаблон:Respell) — станция глубокого заложения, расположенная в богатом жилом районе Мэйде-Вейл на северо-западе Лондона между станциями «Килберн-парк» и «Ворик-авеню» линии «Бейкерлоо» лондонского метро в боро Вестминстер. Относится ко второй тарифной зоне.
Станция расположена на перекрёстке улиц Рэндольф-авеню и Элджин-авеню. Наземный вестибюль представляет собой здание, специально спроектированное архитектором Стэнли Хипсом для лондонской компании англ. Underground Electric Railways (UERL). За основу архитектор взял стандартизированный дизайн, который появляется во многих зданиях вестибюлей станций, находящихся под управлением UERL. Наземный вестибюль станции «Мэйде-Вейл» выдержан в модифицированной версии стиля более ранних станций линии «Бейкерлоо», спроектированных английским архитектором Лесли Грином (1875—1908) с фасадом, облицованным коричневой терракотовой плиткой, но без верхнего этажа, который предназначался для размещения подъёмных механизмов и с появлением эскалаторов больше не требовался. «Мэйде-Вейл» являлась одной из первых станций лондонского метро, построенных специально для использования эскалаторов вместо лифтов.
Станция является памятником архитектуры II категории и представляет архитектурный и исторический интерес. Фасад наземного вестибюля отделан коричневой терракотовой плиткой, типичной для отделки станций линии «Бейкерлоо». В 2009 году здание вестибюля получило награду National Railway Heritage Award в региональной категории Лондона за успешную модернизацию исторического вокзала.

## История
Станция открылась 6 июня 1915 года на действующем участке от вокзала «Паддингтон» до Королевского парка через 5 месяцев после продолжения линии «Бейкерлоо».
На момент открытия (6 июня 1915 года) являлась первой станцией, полностью укомплектованная женщинами. Женщины продолжали работать на станции «Мэйде-Вейл» до 1919 года, пока военнослужащие, демобилизованные с Первой мировой войны, не вытеснили их. Начало Второй мировой войны снова открыло рабочие места для женщин. 6 июня 2015 года станция отметила своё 100-летие в рамках кампании «100 лет женщинам на транспорте».
В 2017 году суммарный пассажирооборот по станции составил 3 290 000 человек.

## Трафик
Трафик по линии составляет от 18 (по воскресеньям) до 22 (часы пик) пар поездов в час (п/ч). Схема движения по станции по будним дням в нерабочее время и в течение всего дня по субботам, выглядит следующим образом:
- 20 пар поездов в час (п/ч) до станции «Элефант-энд-Касл[англ.]» (южное направление).
- 6 пар поездов в час (п/ч) до станции «Харроу-энд-Уэлдстон[англ.]» через «Стоунбридж-парк[англ.]» и «Королевский парк» (северное направление);
- 3 пары поездов в час (п/ч) до станции «Стоунбридж-парк[англ.]» через «Королевский парк» (северное направление);
- 11 пар поездов в час (п/ч) до станции «Королевский парк» (северное направление);

Пиковое обслуживание в будние дни осуществляется с одной либо двумя дополнительными парами поездов в час на участке «Королевский парк» — «Элефант-энд-Касл», а по воскресеньям в течение дня на участок «Королевский парк» — «Элефант-энд-Касл» выдаётся на две пары поездов в час меньше, чем в не пиковом графике.

## Иллюстрации

Станция «Мэйде-Вейл»
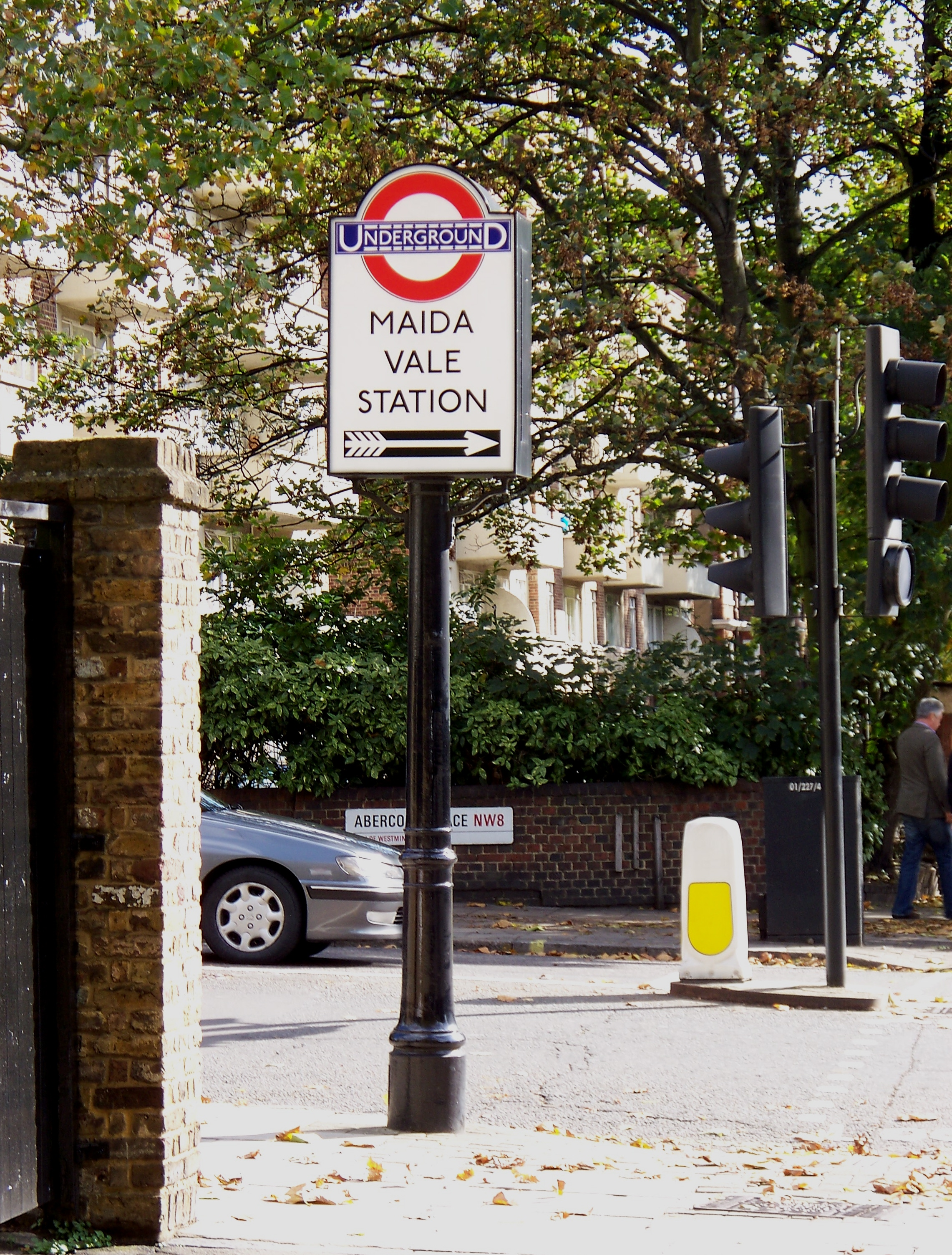
Рондель на пути к станции
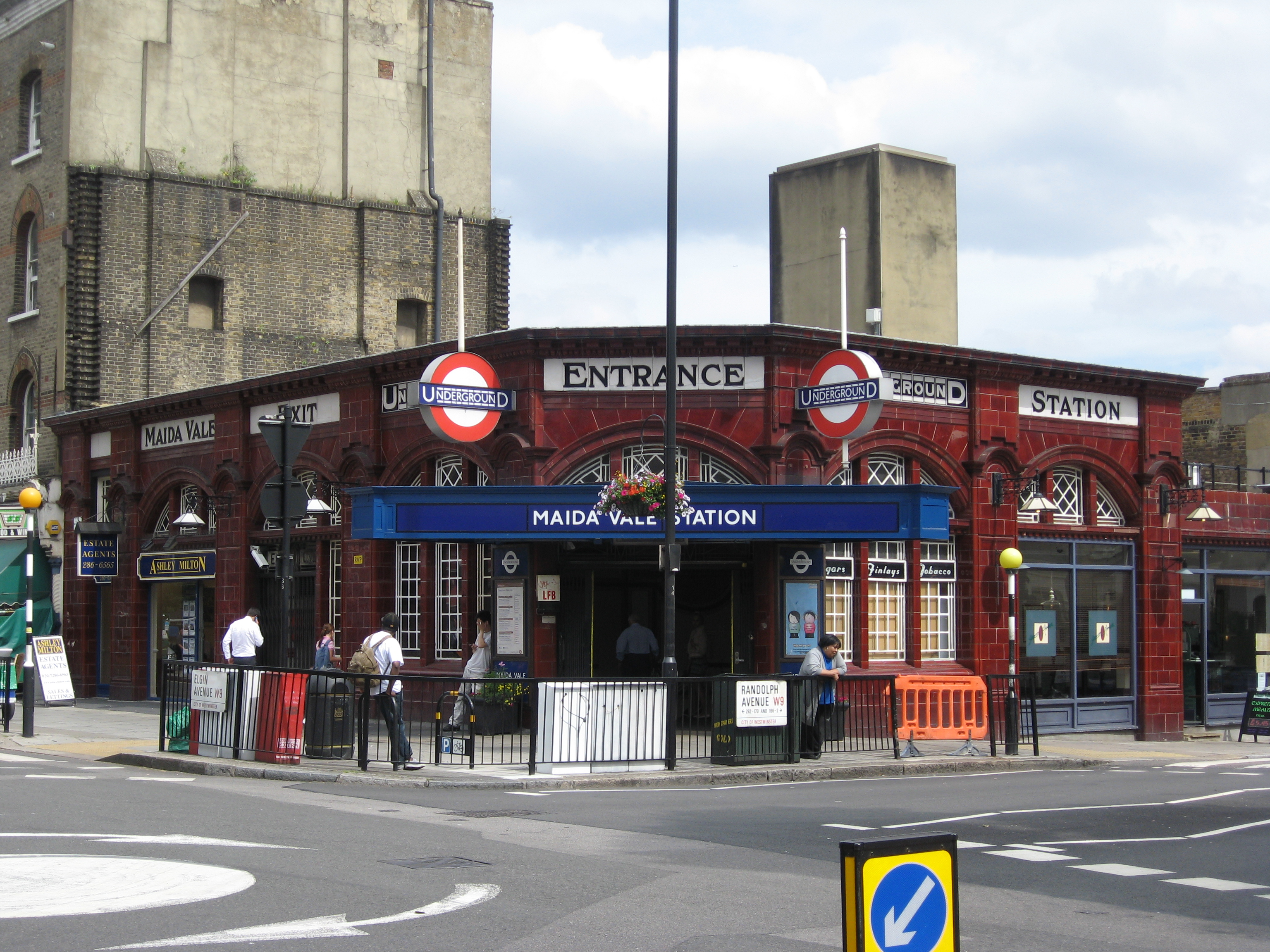
Наземный вестибюль
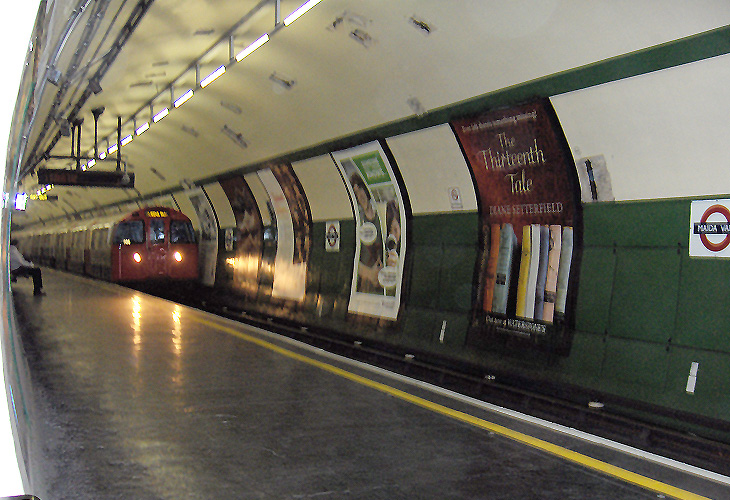
Северная платформа
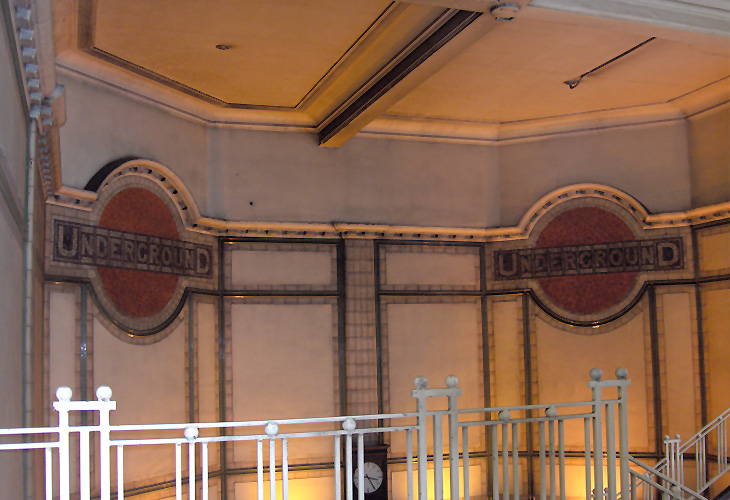
Мозаика над входом в вестибюль